# White Pine (Tennessee)
White Pine es un pueblo ubicado en los condados de Jefferson y Hamblen en el estado estadounidense de Tennessee. En el Censo de 2010 tenía una población de 2196 habitantes y una densidad poblacional de 320,68 personas por km².

## Geografía
White Pine se encuentra ubicado en las coordenadas 36°6′12″N 83°17′7″O / 36.10333, -83.28528. Según la Oficina del Censo de los Estados Unidos, White Pine tiene una superficie total de 6.85 km², de la cual 6.85 km² corresponden a tierra firme y (0 %) 0 km² es agua.

## Demografía
Según el censo de 2010, había 2196 personas residiendo en White Pine. La densidad de población era de 320,68 hab./km². De los 2196 habitantes, White Pine estaba compuesto por el 91.3 % blancos, el 1.23 % eran afroamericanos, el 0.55 % eran amerindios, el 0.18 % eran asiáticos, el 0 % eran isleños del Pacífico, el 4.37 % eran de otras razas y el 2.37 % pertenecían a dos o más razas. Del total de la población el 8.74 % eran hispanos o latinos de cualquier raza.